# HD87098
HD87098 — хімічно пекулярна зоря спектрального класу A0, що має видиму зоряну величину в смузі V приблизно  8,5.
Вона  розташована на відстані близько 853,8 світлових років від Сонця.